# Lumsden n.º 189
Lumsden n.º 189 es un municipio rural canadiense situado en la provincia de Saskatchewan.

## Superficie
Lumsden n.º 189 tiene una superficie de 816,17 km².

## Demografía
En 2021, tenía 1968 habitantes, una densidad poblacional de 2,4 hab./km², y 826 viviendas.